# Mount Monster Conservation Park
Mount Monster Conservation Park är en park i Australien. Den ligger i delstaten South Australia, omkring 210 kilometer sydost om delstatshuvudstaden Adelaide. Mount Monster Conservation Park ligger 78 meter över havet.
Trakten runt Mount Monster Conservation Park är nära nog obefolkad, med mindre än två invånare per kvadratkilometer.. Närmaste större samhälle är Keith, omkring 12 kilometer norr om Mount Monster Conservation Park.
Trakten runt Mount Monster Conservation Park består till största delen av jordbruksmark. Genomsnittlig årsnederbörd är 582 millimeter. Den regnigaste månaden är juli, med i genomsnitt 101 mm nederbörd, och den torraste är december, med 9 mm nederbörd.